# Yenlin Ku
Yenlin Ku (chino:顧燕翎 a veces escrito Yenling Ku, n. en Nankín) es una profesora y feminista implicada en el movimiento por los derechos de la mujer en Taiwán.

## Biografía
Nacida en Nankín, China, creció en Kangshan, Taiwán. Ku tiene un B.A. por la Universidad Nacional de Taiwán, un M.A. de la Claremont Graduate University y especializándose en educación por la Universidad de Indiana. Actualmente, vive en Hsinchu, Taiwán con su esposo, el matemático Pei-yuan Wu.

## Carrera
Es profesora en el Instituto de Postgrado para Estudios de Género y asesora del gobierno de la ciudad de Taipéi. Muchas de sus experiencias y observaciones las recoge en su blog "feminist-original".
Ku se ha implicado activamente dentro del movimiento desde mediados de los años setenta. En 1982 Ku y un grupo de colegas que apoyaban la igualdad entre los sexos crearon la revista Despertar para animar al autoconocimiento de las propias mujeres y despertar la preocupación pública sobre temas de la mujer. A este proyecto le siguió en 1987 la Fundación Despertar con la intención de movilizar a más mujeres, mejorando sus condiciones sociales y luchando por sus derechos. Después de regresar de la conferencia de Nairobi de 1985, Ku y otros especialistas en estudios sobre la mujer formaron el Programa de Investigación de las Mujeres en la Universidad Nacional de Taiwán. Desempeñó el cargo de presidenta de la Fundación Despertar en 1997–1998.

## Obras
- Ku, Yenlin (1988). «The changing status of women in Taiwan: A conscious and collective struggle toward equality». Women's Studies International Forum 11 (3) (ScienceDirect). pp. 179-186. doi:10.1016/0277-5395(88)90133-1.
- Ku, Yenlin (Enero-marzo de 1989). «The feminist movement in Taiwan, 1972-87». Bulletin of Concerned Asian Scholars 21 (1) (Committee of Concerned Asian Scholars). Archivado desde el original el 8 de diciembre de 2015. Consultado el 29 de noviembre de 2015.
- Ku, Yenlin (1996). «Radically speaking: feminism reclaimed».  En Diane Bell; Renate Klein, eds. Selling a feminist agenda on a conservative market: The awakening experience in Taiwan. Melbourne Norte, Victoria: Spinifex Press. pp. 423–428. ISBN 9781875559381.
- Ku, Yenlin (mayo-junio 2008). «Feminist activism within bureaucracy: Process of formulating and implementing regulations governing the protection of women's rights in Taipei». Women's Studies International Forum 31 (3) (ScienceDirect). pp. 176-185. doi:10.1016/j.wsif.2008.04.004.